# Horti Tauriani
Gli Horti Tauriani erano dei giardini situati a Roma sul colle Esquilino (Rione Esquilino). In età augustea rientravano all'interno dei confini della Regio V (Esquiliae) e occupavano l'intero territorio compreso tra la via Labicana antica, l'agger serviano ed il limite poi rappresentato dalle Mura aureliane per un'estensione di circa 36 ettari.

## Storia
I giardini prendevano il nome dal proprietario Tito Statilio Tauro, console del 44 d.C.,  accusato di magia nel 53 e costretto al suicidio da Agrippina minore, la quale desiderava impossessarsene. All'inizio dell'impero, infatti, la gens Statilia era proprietaria dell'ampia area compresa tra le viae Tiburtina e Labicana-Praenestina, in cui si trovavano anche i suoi monumenti funerari e quelli della gens Arruntia.
In seguito, sotto Claudio e Nerone, i giardini furono divisi (Horti Pallantiani, Horti Epaphroditiani) in favore dei liberti imperiali Epafrodito e Pallante. Parzialmente riuniti da Gallieno nel III secolo, entrarono a far parte dei confinanti Horti Liciniani di cui l'imperatore era proprietario.
Successivamente furono di nuovo smembrati: alla fine del IV secolo il praefectus Urbi Vettio Agorio Pretestato ne possedeva una parte, gli Horti Vettiani, che si estendevano nella zona dell'attuale Palazzo Brancaccio. I resti della domus appartenuta a Pretestato e a sua moglie Aconia Fabia Paulina sono stati identificati attraverso i nomi iscritti sulle fistulae aquariae trovate all'interno dell'edificio. Una struttura muraria realizzata con materiali di recupero ha restituito, come verificatosi in diversi altri casi sull'Esquilino, una straordinaria quantità di frammenti scultorei.
Dall'area degli Horti Tauriani provengono numerose sculture ben inseribili nell'apparato decorativo dei giardini: una statua di mucca appartenente ad un gruppo pastorale (copia dell'originale in bronzo di Mirone creato per l'acropoli di Atene), un raffinato rilievo rappresentante un paesaggio sacro con un santuario circondato da alte mura, un rilievo frammentario con le quadrighe affrontate di Helios (il Sole) e Selene (la Luna), nonché due grandi crateri marmorei e tre splendidi ritratti imperiali di Adriano, Vibia Sabina e Salonina Matidia.

### Gli scavi
Gli scavi realizzati nell'area attribuibile agli Horti Tauriani e Lolliani non hanno permesso d'individuare strutture architettoniche riconducibili con certezza ai nuclei residenziali delle ville. Inoltre non è possibile precisare il piano decorativo degli Horti Tauriani a causa della probabile coincidenza dei loro confini con quelli di villa Montalto Peretti (poi Negroni-Massimo), dove le attività di ricerca, nei secoli passati, non furono documentate.
Nel volume dedicato all'innalzamento dell'Obelisco Vaticano, l'architetto Domenico Fontana riferisce, tra i fatti più significativi del pontificato di papa Sisto V, che il pontefice fece radere al suolo tutti gli antichi monumenti che ingombravano la sua villa esquilina per regolarizzare con le macerie l'andamento del suolo.
Per quanto riguarda l'estensione degli splendidi Horti Tauriani, un dato topografico certo consiste in alcuni cippi di confine in travertino, che recano l'iscrizione CIPPI HI FINIV[NT] / HORTOS CALYCLAN(os!) / ET TAVRIANOS, rinvenuti in situ alle spalle della chiesa di Sant'Eusebio. Questi cippi indicano che la proprietà confinante era riferibile ad un non meglio identificato Calycles e dove fosse collocato il limite occidentale degli Horti Tauriani (quello orientale è stato ipoteticamente situato in corrispondenza di Porta Maggiore).
Un nucleo importante di ritrovamenti gravita intorno a una struttura di buona opera reticolata caratterizzata da tre grandi nicchie, scoperta nel 1875 in via Principe Amedeo; qui, insieme ad una fistula aquaria con l'iscrizione T(iti) STATILI TAVRI che conferma la proprietà dell'area, furono trovate numerose sculture: particolarmente significativa la statua più grande del vero probabilmente raffigurante Igea.
Di proporzioni simili, ma conservata solo nella parte superiore, è l'altra figura femminile nella quale si deve forse riconoscere Artemide; da questo stesso luogo proviene la statua, anch'essa maggiore del vero, trasformata in Roma Cristiana alla fine del XIX secolo per decorare la Torre Capitolina. 
Le tre sculture sembrano concepite insieme per la decorazione di un unico monumento: la coincidenza della presenza di un edificio con tre nicchie monumentali appare, in questo caso, particolarmente significativa.
Nello stesso scavo furono rinvenuti: una statua di mucca, forse parte di un gruppo pastorale e probabile copia dell'originale bronzeo di Mirone, e tre rilievi; uno rappresenta un paesaggio sacro con un santuario circondato da alte mura, mentre gli altri due, di fattura neoattica, rappresentano le quadrighe di Helios (il Sole) e Selene (la Luna) che corrono una incontro all'altra.
Un altro importante complesso di sculture fu scoperto tra il 1872 e il 1873 ad est di piazza Manfredo Fanti, durante la demolizione di un muraglione di fondazione annesso ad un edificio nel quale Rodolfo Lanciani riconosce diverse fasi edilizie dal II al IV secolo. Nelle murature dell'edificio fu trovata una serie di fistulae con i nomi di Vettio Agorio Pretestato, praefectus Urbi del 367-368, e di sua moglie Aconia Fabia Paulina, elementi che fecero supporre a Lanciani la pertinenza dell'edificio ad una domus di loro proprietà. Nello smontaggio del muraglione furono rinvenuti i ritratti di Adriano e di sua moglie Vibia Sabina, i due crateri marmorei (uno di stile arcaistico raffigurante le nozze di Elena e Paride, l'altro con una vivace raffigurazione di un corteggio dionisiaco) e una testa colossale di Baccante.
Nella stessa occasione fu ritrovato anche l'Auriga dell'Esquilino, che forma, dopo la ricongiunzione con una statua di cavallo rinvenuta a qualche centinaio di metri di distanza in un altro muro, un notevole gruppo scultoreo databile in età giulio-claudia.
Il fenomeno legato alla costruzione dei muri con frammenti di sculture caratterizza tutta l'estensione dell'Esquilino e ha avuto diverse spiegazioni. Quella più accreditata (Coates-Stephens) lo pone in relazione con la rapidissima costruzione delle Mura aureliane, erette tra il 270 ed il 273. La necessità di spianare ampi settori del territorio, per consentire il passaggio della struttura difensiva, avrebbe causato vaste distruzioni con la conseguente inesauribile disponibilità di materiali marmorei in frantumi.

## Galleria d'immagini

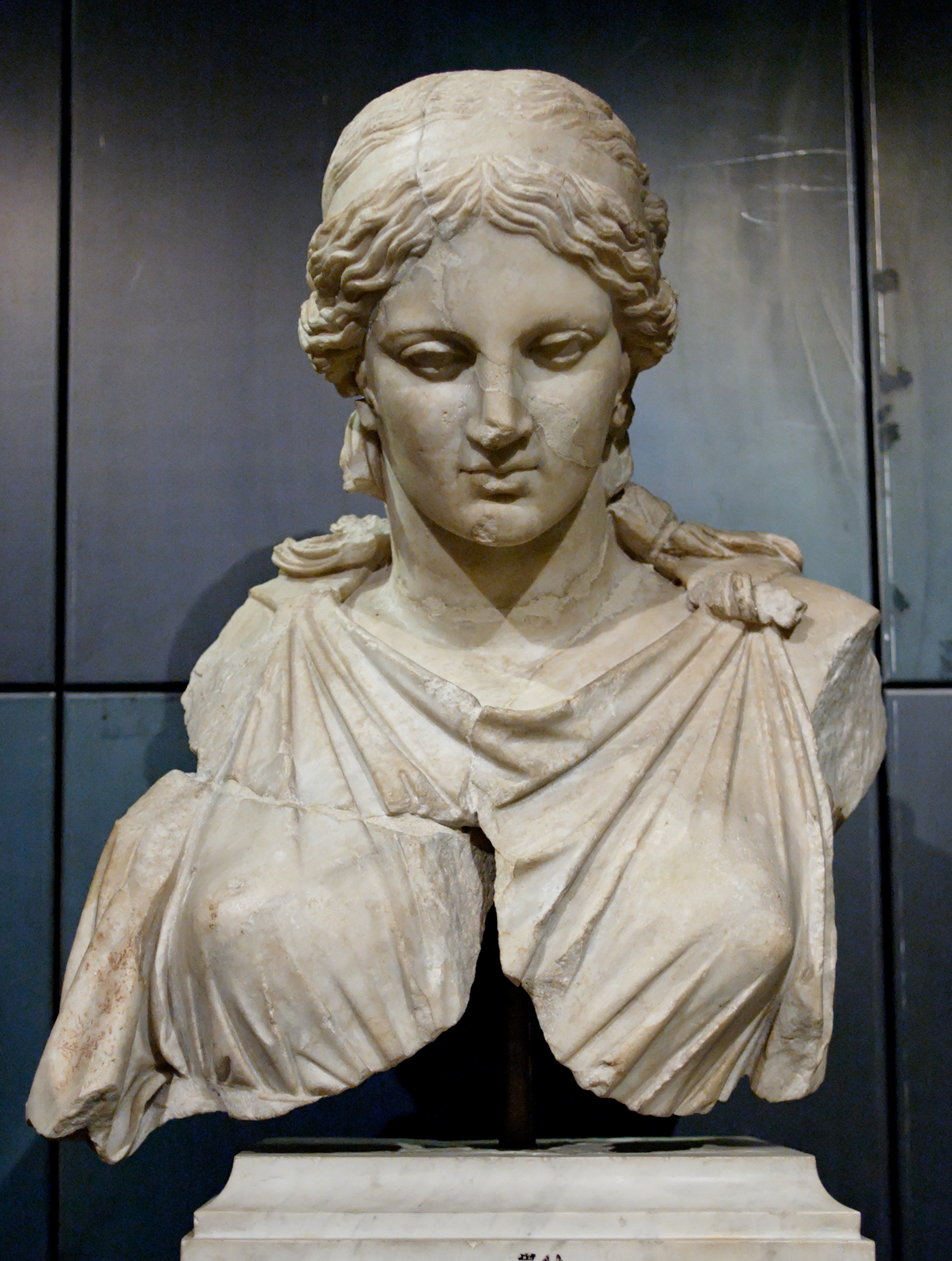
Statua femminile in marmo lunense, probabilmente copia della statua di Artemide opera di Cefisodoto il Vecchio (IV secolo a.C.). Dagli Horti Vettiani, 1873 (Musei Capitolini, Palazzo dei Conservatori)
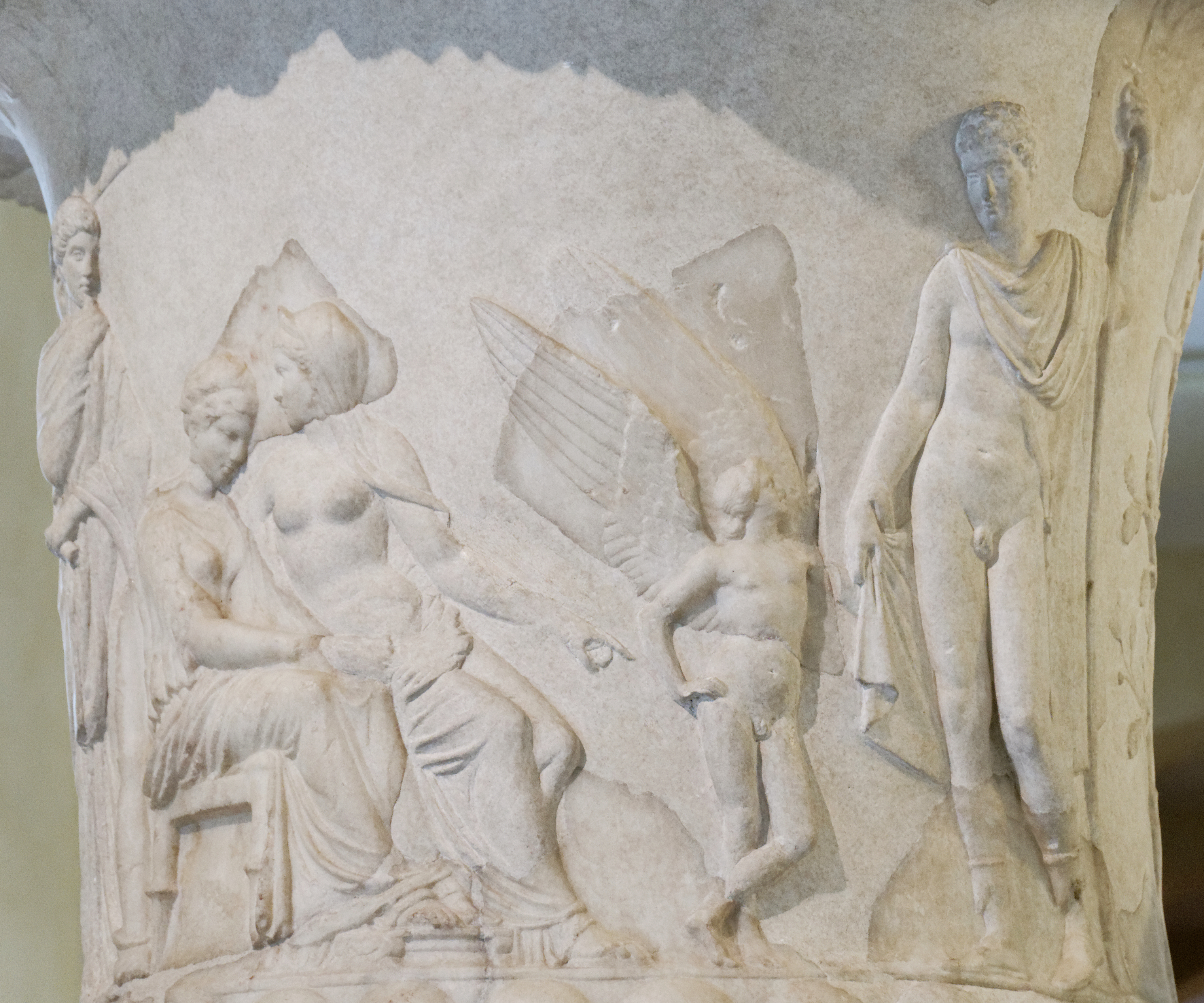
Cratere in marmo pentelico con le nozze di Elena e Paride
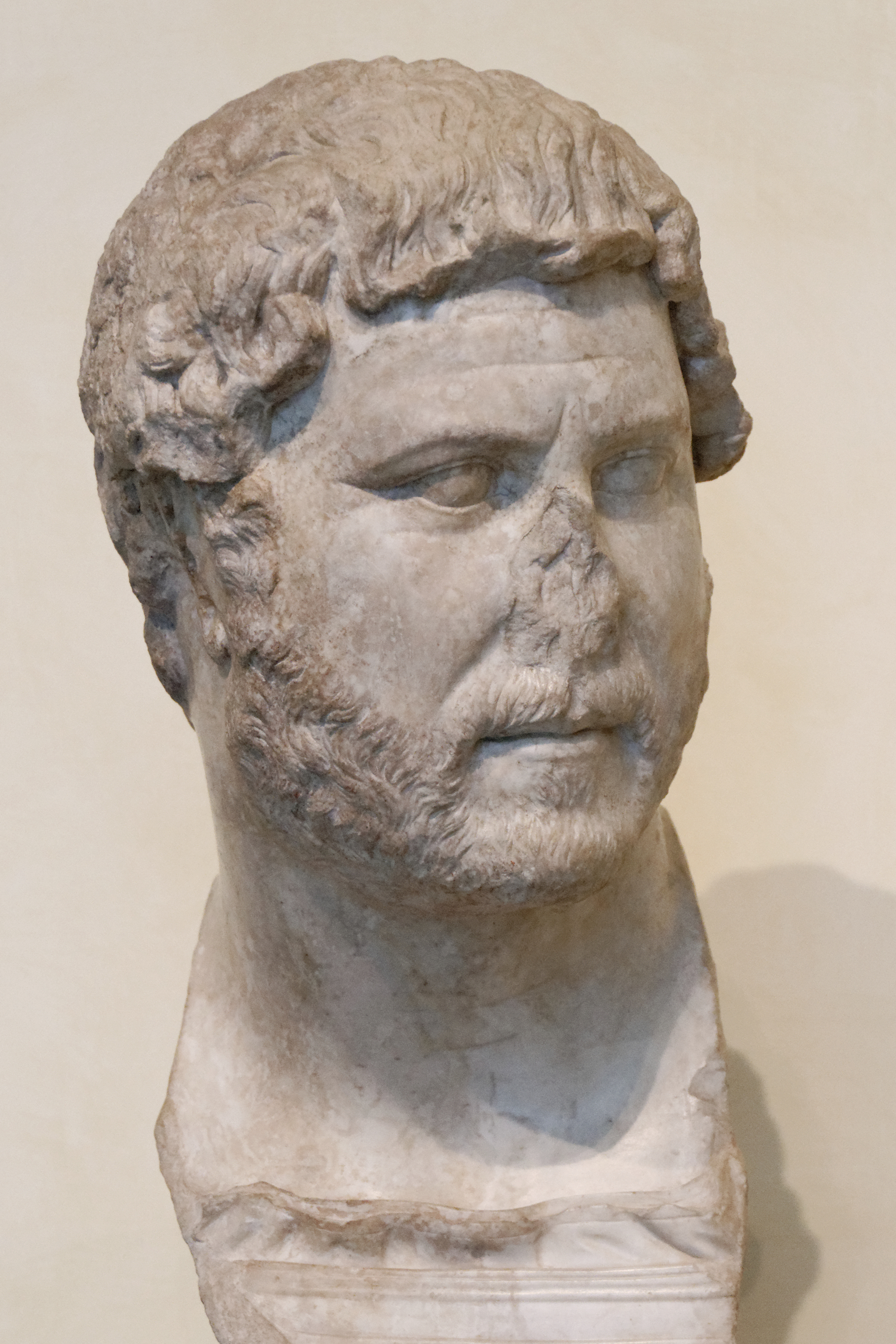
Ritratto di Publio Elio Adriano (Musei Capitolini)
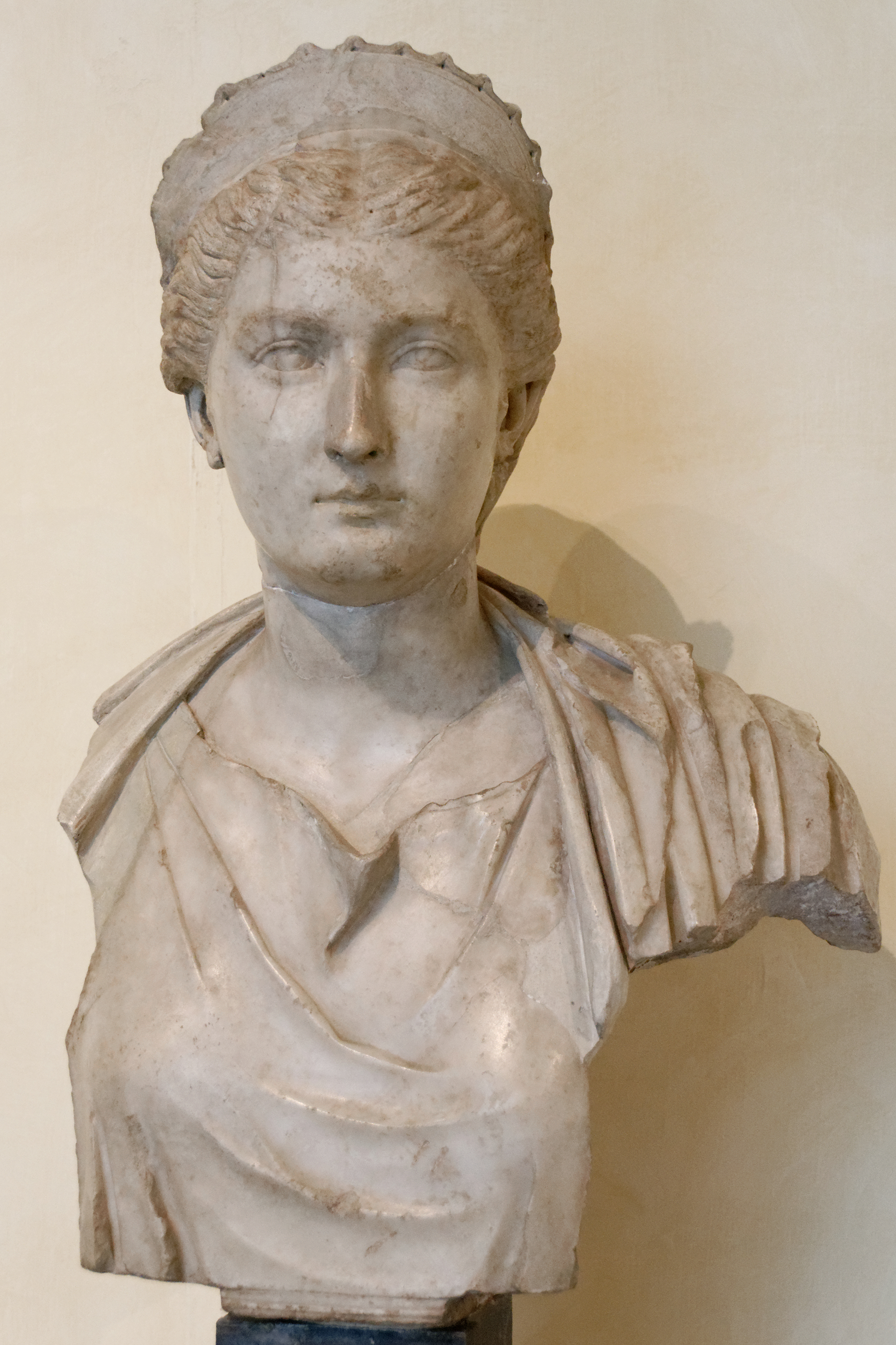
Busto di Vibia Sabina (Musei Capitolini)
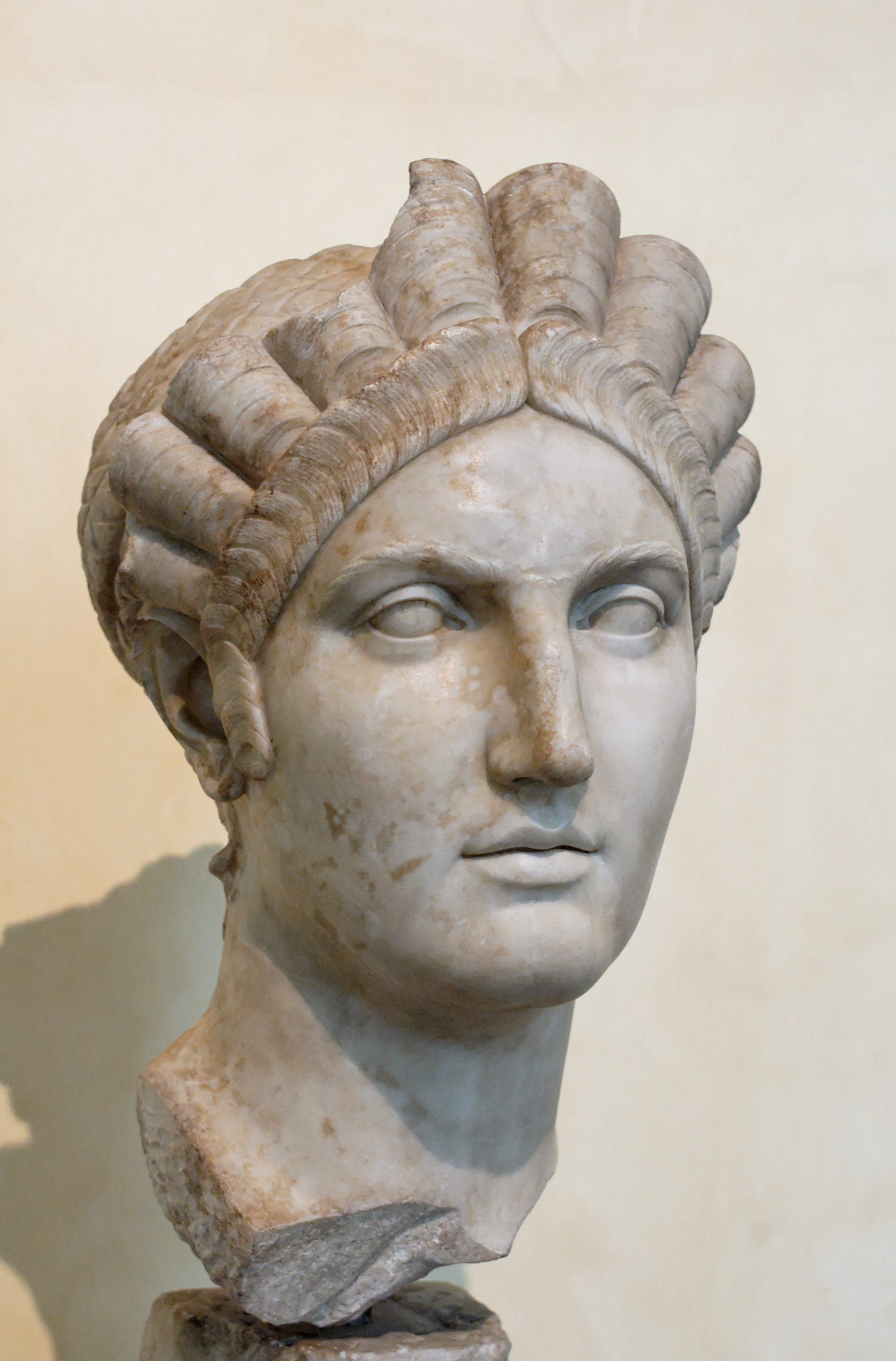
Ritratto di Salonina Matidia (Musei Capitolini)